# Matt Fagerson

a Compétitions nationales et continentales officielles uniquement.

b Matchs officiels uniquement.
Dernière mise à jour le 7 février 2022.
Matt Fagerson, né le 16 juillet 1998 à Perth (Écosse), est un joueur international écossais de rugby à XV. Il évolue principalement au poste de troisième ligne centre avec les Glasgow Warriors en Pro14.

## Biographie

### Jeunesse et formation
Né à Perth, dans le centre de l'Écosse, Matt Fagerson grandit entre sa ville natale et Dundee, où il commence à jouer au rugby, avant d'intégrer l'académie fédérale en 2015.
Il est le frère cadet du pilier international Zander Fagerson, avec qui il joue à la fois en franchise et en sélection,.

### Carrière en club
Ayant intégré les Warriors en fin de formation, Fagerson fait ses premiers pas avec la franchise de Glasgow le 30 août 2016, à l'occasion d'un match amical de présaison contre une équipe du Canada A, marquant un essai lors de cette victoire 63-0 des Écossais,,.
Il fait ensuite ses débuts en Pro12 avec les Glaswégiens le 23 septembre 2016, entrant en jeu à la place de Ryan Wilson lors d'un match contre l'Ulster.
En parallèle de sa carrière professionnelle avec les Warriors, Fagerson joue également avec les Glasgow Hawks dans le championnat d'Écosse amateur,.
Avec l'essor du Pro14, Fagerson s'impose au fil des saisons comme le titulaire indiscutable de sa franchise au poste de numéro 8,,.
Durant la saison 2022-2023, son équipe atteint la finale du Challenge européen où elle affronte le RC Toulon. Pour cette rencontre, il est titulaire en troisième ligne aux côtés de Sione Vailanu et Jack Dempsey; son équipe est cependant battue sur le score de 43 à 19,.
En 2023-2024, les Glasgow Warriors se qualifient en finale du championnat après avoir éliminé le Munster en demi-finale. En finale contre les Bulls, Matt Fagerson est titulaire en troisième ligne avec Rory Darge et Jack Dempsey et son équipe s'impose 21 à 16, remportant la compétition pour la deuxième fois de son histoire après 2015,.

### Carrière en sélection
International écossais avec les moins de 16, les moins de 18 puis les moins de 20 ans, il glane sa première cap en senior le 16 juin 2018 contre les États-Unis. Malgré cette défaite historique, Matt est alors seulement le troisième adolescent (ou teenager) à jouer en équipe d'Écosse depuis l'ère pro ; lui et son frère Zander devenant également la vingt-deuxième fratrie à évoluer en même temps dans cette sélection.
Joueur le plus jeune de l'équipe d'Écosse dans les stages de préparation de la Coupe du monde de rugby à XV 2019, il ne participe pas à la compétition, se voyant notamment doublé par le Néo-zélandais Blade Thomson à son poste,,. À partir de 2020, Matt s'impose en revanche comme un titulaire régulier avec le XV écossais.
Le 6 février 2021, il fait partie de l'équipe d'Écosse qui remporte la Calcutta Cup à Twickenham, battant l'Angleterre chez elle lors de la première journée du Tournoi des Six Nations 2021, ce qui n'était plus arrivé depuis 38 ans et le Tournoi des Cinq Nations 1983,. Matt Fagerson y fait une performance solide, perturbant l'alignement anglais des Itoje et Hill, puis s'illustrant avec ses courses ballons en main — battant notamment plusieurs défenseurs sur l'essai de Duhan van der Merwe — au sein d'un XV du chardon qui maitrise son adversaire pour faire aboutir ce match fermé à une précieuse victoire 6-11,,,.
Le 16 août 2023, il fait partie de la liste définitive des 33 joueurs convoqués par Gregor Townsend pour disputer la Coupe du monde 2023.
Au mois de janvier 2024, il est sélectionné pour le Tournoi des Six Nations.

## Style de jeu
Troisième ligne polyvalent, il oscille d'abord entre le numéro 8 et le poste de flanker, — coté fermé fondamentalement — avant de s'imposer, en club comme en sélection au poste de troisième ligne centre. Joueur mobile et constant dans l'effort,, il s'illustre surtout par sa capacité à gagner des mètres balle en main, répétant les courses vers la défense adverse,,,. Alors que ce n'est pas sa qualité première, il se révèle aussi être une option précieuse en touche avec l'équipe nationale au moment où il s'y impose,.

## Palmarès
- Glasgow Warriors
  - Finaliste du Pro14 en 2019
  - Finaliste du Challenge européen en 2023
  - Vainqueur du United Rugby Championship en 2024